# یواس‌اس اسرتیو (ای‌ام‌سی-۶۵)
یواس‌اس اسرتیو (ای‌ام‌سی-۶۵) (به انگلیسی: USS Assertive (AMc-65)) یک کشتی بود که طول آن ۹۷ فوت ۱ اینچ (۲۹٫۵۹ متر) بود. این کشتی در سال ۱۹۴۱ ساخته شد.